# Dyscia obfuscaria
Dyscia obfuscaria là một loài bướm đêm trong họ Geometridae.